# Lobaciv, Volodarka
Lobaciv (în ucraineană Лобачів) este localitatea de reședință a comunei Lobaciv din raionul Volodarka, regiunea Kiev, Ucraina.

## Demografie
Componența lingvistică a localității Lobaciv
     Ucraineană (96,43%)
     Rusă (3,24%)
     Alte limbi (0,11%)
Conform recensământului din 2001, majoritatea populației localității Lobaciv era vorbitoare de ucraineană (96,43%), existând în minoritate și vorbitori de rusă (3,24%).